# Нурек
Нурек (на таджикски: Норак) е град в Хатлонска област, Таджикистан. Населението на града през 2016 година е 29 100 души.

## История
През 1960 година селището получава статут на град.

## Население
| Година | Население |
| ------ | --------- |
| 1989   | 20 752    |
| 2000   | 19 000    |
| 2007   | 22 800    |